# ميلوراد سافيتش
ميلوراد سافيتش هو لاعب كرة قدم صربي في مركز الدفاع، ولد في 2 أغسطس 1988 في كروشيفاتس في صربيا. لعب مع نابريداك كروشيفاتس.

## وصلات خارجية
- ميلوراد سافيتش على موقع قاعدة بيانات كرة القدم.إي يو (الإنجليزية)
- ميلوراد سافيتش على موقع Soccerway.com (الإنجليزية)